# عبد السلام خنجي
الشيخ عبد السلام خنجي نسبة إلى مدينته خنج أو الشیخ عبد السلام العباسي، ملقب بـ «قطب الأولیاء» من السادة العباسيين الهاشميين ويرجع نسبه إلى الخليفة العباسي أبي جعفر المنصور الذي يعود إلى العباس بن عبدالمطلب وقد ولد سنة 1262 في بلدة خنج من بر فارس بعد خروج أبيه وجده على إثر الهجوم المغولي على بغداد عاصمة الخلافة العباسية عام 1258 وبسبب حنكة السلطان سلجوق بن سلغر حينها.
بدء مراحل تعليمه في مدينة خنج ثم انتقل لدراسة العلوم الإسلامية والعربيَّة إلى مكة المكرمة والمدينة المنورة وجامعة الأزهر في مصر، وكان سبب في دخول كثير من الزرادشتيين ويهود منطقة لار إلى دين الإسلام.

## نسبه
هو الشیخ عبد السلام بن الشیخ عباس بن الشیخ إسماعیل بن حمزة بن أحمد بن محمد بن هارون بن مهدی بن مرشد بن محمود بن أحمد بن علي بن مبارك بن عبد السلام بن سعید بن عبد الغني بن طلحة بن أحمد بن إسماعیل بن سلیمان بن الأمير جعفر الأكبر بن أمير المؤمنين والخليفة العبّاسي أبو جعفر المنصور بن محمد بن علي بن عبد اللّه بن العباس بن عبدالمطلب الهاشمي القُرشي.

## طفولته ونشأته
ولد الشيخ عبد السلام في قرية خنج من بر فارس زمن سلجوقشاه أتابك فارس نيابةً عن الإمبراطورية المغولية عام 661 هـ / 1262 م أيّ بعد أربعة سنين من سقوط عاصمة خلافة أجداده العباسيين بغداد عام 1258 م، حيث هاجر جده الشيخ إسماعيل مع بعض من أبناء عمومته قبل سقوط العاصمة بغداد بأشهر -غالب الاحتمالات-.
تلقى تعليمه الابتدائي على يد شيوخ خنج وكان من تلاميذ الشيخ ركن الدين دانيال بن حسين خنجي، ثم تابع تحصيله العلمي في مكة المكرمة والمدينة المنورة، حتى اتجه إلى مصر لدراسة اللغة العربية والعلوم الإسلامية في الجامع الأزهر.
وحينما انتهى من تحصيل العلوم، اتجه من القاهرة إلى بغداد، فأخذ التصوَّف وأهلية الاجتهاد عن شيوخ الطريقة القادرية والنقشبندية وعلماء الشريعة.
بعد ذلك عاد إلى خنج، فبنى مدرسة ومسجداً ودار ضيافة كبيرة ودعا الناس لتلقي العلوم الإسلاميَّة، فاجتمع حوله التلاميذ والشيوخ والطلاب ومريدو الطريقة، حيث كانت مائدته ممدودة للجميع، ولم يمنع عن أحد لقمة يملكها، حتى اشتهر بالنقاء والسخاء والتدين، وقصده الناس أفواجاً حتى من الأمراء وأبناء الملوك.
وقد اختار بعض المريدين والتلاميذ ملازمة الشيخ، فلم يبرحوا مدرسته ولا دار ضيافته.

## صفاته
كان الشيخ عبد السلام يلبس ملابس التصوف البسيطة، ولكنها طاهرة ونظيفة، ويلبس فوق اللبادة ثوباً خفيفاً ويضع على رأسه عمامة سوداء صغيرة (رُبما تشير إلى شعار أجداده بنو العباس)، وغالباً ما يكون وحيداً في الزاوية أو الخانقاه مشتغلاً بالصلاة والصيام وتلاوة القرآن الكريم، وكان يخرج من الخانقاه في كل سنة مرتين، مدة كل منهما أربعين يوماً.

## لقائه مع ابن بطوطة
قدِم الرحالة الشهير والعالم المسلم ابن بطوطة إلى جزيرة هرمز عن طريق عمان وكان ملك هرمز يومئذ هو السلطان قطب الدين تهتمن بن تورانشاه، وكان من كرام الملوك المتواضعين، حيث كتب الرحالة:
جئت عن طريق الهند إلى لار، وقدمت إلى خنج بصحبة أبي زيد عبد الرحمن بن أبي دلف الخنجي (وقد ذكر هذا ضمن مختصر ترجمته في سنة 733 هـ / 1332 م) وأن جماعة من الصلحاء والعباد يقضون وقتهم فيها، فذهبت إليهم ليلة، وكان فيها رجل جليل تبدو آثار العبادة على وجنتيه، ذو لون أصفر، وجسم نحيل، وعينان دامعتان، فأحضر لي طعاماً لأنني دخلت الزاوية، وصاح بشيوخ القوم قائلاً: قولوا لولدي محمد (إشارة إلى الشيخ شمس الدين محمد بن عبد السلام) أن يأتي، وكأن محمد جالساً في ناحية وعندما تقدم بدا وكأنه قد قام من القبر لشدة ضعفه من العبادة، فسلم وجلس، فقال الشيخ : يا بني، رافق هؤلاء الضيوف على الطعام حتى تنال من بركاتهم، فجلس الابن الذي كان صائماً معنا إلى الطعام وأفطر، وكان هذا الجمع كله شافعي المذهب، وبعد الطعام انتهت مراسيم الدعاء وعدنا إلى منزلنا.

## ذريته
عُرف ولدان أنجبهما الشيخ عبد السلام وهما:
1. شمس الدين محمد خنجي (وريثه في المكانة وخليفته وعُرفت ذريته بآل نجمي)
2. عفيف الدين عبد الرحيم خنجي (قاضي مملكة هرمز وأمير الحج لموانئ الخليج العربي)

## مؤتمر علماء الدين
كان الشيخ عبد السلام - حتى آخر عمره - يذهب كل سنة إلى شيراز بدعة من علماء الدين للتباحث في علوم المعقول والمنقول والفتاوي وحل المسائل، ولينال الناس قسطاً من مواعظه وإرشاداته، وقيل أنه اعتذر في آخر سنوات عمره عندما لم يعد قادراً على الركوب لكبر سنه، ولكن العلماء الذين رأو حضوره ضرورياً، أعدوا له سريراً (مثل الهودج) أرسلوه إلى خنج، فجلس الشيخ عبد السلام على السرير أو استلقى عليه، وحمله محبوه على أكتافهم إلى شيراز ثم أعادوه إلى خنج.

## وفاته
توفي الشیخ عبد السلام عن عمر 83 عاماً في شهر ربیع الأول سنة 746 هـ / يوليو سنة 1345 م، ويُقال صادف صباح يوم دفنه أن كسفت الشمس.
ويوجد ضريحه في خنج، كما أن الأتراك والطاجيك يأتون إلى عتبته دائماً.
وقد استمر أبناؤه على نهجه في طلب العلم وإرشاد أهل القرى.